# UFO (клуб)

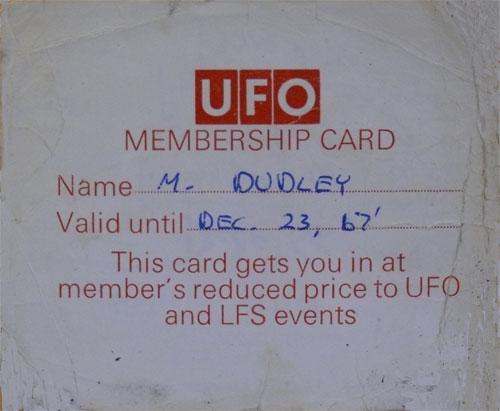
Членская карточка UFO

Клуб UFO (Underground Freaking Out) — легендарный британский андеграунд-клуб, просуществовавший непродолжительное время в Лондоне в конце 1960-х годов. Он являлся местом становления и выступлений многих ныне известных музыкальных групп, став значимым явлением Свингующего Лондона.

## История
Клуб UFO (произносится как yoof-о) был основан Джоном Хопкинсом (известен как «Хоппи») и Джо Бойдом в ирландском танцевальном зале, называвшемся «Blarney Club», который находился на Тоттенхем Корт Роуд 31 (англ. Tottenham Court Road), напротив Театра Доминиона. 23 декабря 1966 заведение открылось. Изначально клуб назывался «UFO Presents Night Tripper». Такое название получилось из-за того, что Бойд и Хопкинс не могли выбрать «UFO» или «Night Tripper» в качестве название для их клуба. В конечном счете, они остановились на названии «UFO».
Pink Floyd были приглашены выступать на открытии клуба, и затем повторно приглашались, поскольку клуб, набирая популярность, продолжал работать и в 1967. Выступления в этом клубе объединяли живую музыку со световым шоу, авангардными фильмами и показами слайдов, танцами. Световые шоу включали проекцию 16-миллиметровых артхаусных фильмов, на облака дыма сбоку, свет проекторов пропускался через ёмкости, наполненные водой, окрашенной индийскими чернилами, пивом или всем, что попадалось под руку.
Период выступлений Pink Floyd в UFO был коротким, поскольку их известность росла и они были в состоянии играть в более высокооплачиваемых заведениях. Бойд возражал, что их увеличивающаяся известность происходила в значительной степени из-за успеха UFO, но менеджмент группы хотел идти дальше, и соглашение было заключено только на три выступления, за увеличенную плату.
Хопкинс и Бойд должны были найти новую домашнюю группу для UFO. Они приглашали Soft Machine, и другие коллективы, которые были привлечены репутацией клуба. Среди них были The Incredible String Band, Артур Браун, Tomorrow, и Procol Harum, которые играли там, когда «A Whiter Shade of Pale» занимала первую позицию в чартах.
Популярность клуба UFO имела и плохие последствия — клуб был слишком мал, чтобы вмещать увеличивающееся число посетителей. Конец прибыл в июне 1967, когда Хопкинс был заключен в тюрьму за преступления, связанные с наркотиками. Давление полиции на клуб увеличилось, и владельцы помещения отменили арендный договор. Клуб двигался к закрытию в течение нескольких месяцев, арендная плата была непомерна. Если знаменитость, такая как Джефф Бек выступала, UFO не терпели убытков, но чаще всего клуб терял деньги. В августе 1967 клуб UFO закрылся на старом месте, чтобы открыться на 7 месяцев в Фицровии, и ещё на 2 месяца в The Roundhouse.